# Bielawy (powiat ciechanowski)
Bielawy – wieś w Polsce, położona w województwie mazowieckim, w powiecie ciechanowskim, w gminie Glinojeck.
| SIMC    | Nazwa    | Rodzaj    |
| ------- | -------- | --------- |
| 1053777 | Bielawka | część wsi |
| 0114525 | Janowo   | część wsi |
| 1053932 | Zawiłka  | część wsi |

W latach 1975–1998 miejscowość należała administracyjnie do województwa ciechanowskiego.
Wieś powstała po 1880 roku przez wydzielenie jej z dóbr Malużyna.